# Microdrosophila pectinata
Microdrosophila pectinata är en tvåvingeart som beskrevs av Toyohi Okada 1966. Microdrosophila pectinata ingår i släktet Microdrosophila och familjen daggflugor.
Artens utbredningsområde är Nepal. Inga underarter finns listade i Catalogue of Life.